# David Sloan
David Sloan (Lisburn, 28 de octubre de 1941-4 de febrero de 2016) fue un futbolista británico que jugaba en la demarcación de centrocampista.

## Selección nacional
Jugó un total de dos partidos con la selección de fútbol de Irlanda del Norte. Debutó el 10 de septiembre de 1968 en un partido amistoso contra Israel, encuentro que finalizó con un resultado de 2-3 a favor del combinado norirlandés. Su segundo y último partido lo disputó el 11 de noviembre de 1970 contra España para la clasificación para la Eurocopa de 1972, finalizando con un marcador de 3-0 a favor de España.

## Clubes
| Club                 | País       | Año         | Partidos | Goles |
| -------------------- | ---------- | ----------- | -------- | ----- |
| Scunthorpe United FC | Inglaterra | 1963 - 1967 | 136      | 42    |
| Oxford United FC     | Inglaterra | 1967 - 1973 | 174      | 29    |
| Walsall FC           | Inglaterra | 1973 - 1975 | 49       | 3     |